# Allende 1ra. Sección
Allende 1ra. Sección är en ort i Mexiko.   Den ligger i kommunen Juárez och delstaten Chiapas, i den sydöstra delen av landet, 600 km öster om huvudstaden Mexico City. Allende 1ra. Sección ligger 57 meter över havet och antalet invånare är 657.
Terrängen runt Allende 1ra. Sección är platt. Runt Allende 1ra. Sección är det ganska glesbefolkat, med 27 invånare per kvadratkilometer. Närmaste större samhälle är Huimanguillo, 13,5 km norr om Allende 1ra. Sección. Omgivningarna runt Allende 1ra. Sección är en mosaik av jordbruksmark och naturlig växtlighet.